# 管晓虹
管晓虹（1946年9月—2012年7月5日），女，江苏丹阳人，中国寄生虫学专家，南京医科大学教授，曾任中国农工民主党中央委员会常务委员，第九、十届全国人大代表。